# Sinfonía de Antígona

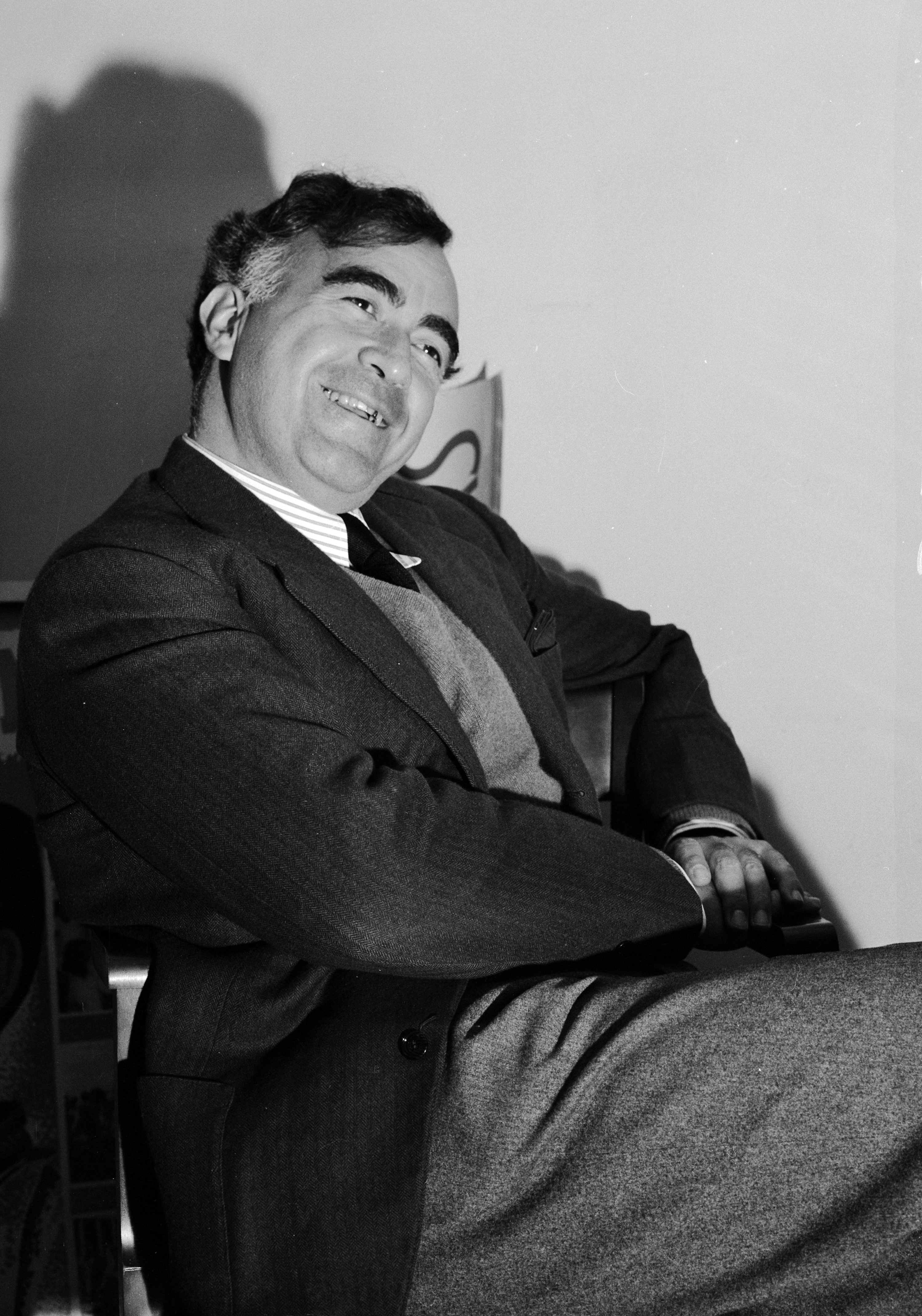
Chávez en 1944.

La Sinfonía de Antígona fue compuesta por Carlos Chávez en 1933. Se trata de la primera sinfonía escrita por el compositor mexicano antes de su célebre Sinfonía india.

## Historia

### Composición
La composición tuvo lugar en 1932 y se originó a partir de la música incidental que el maestro mexicano escribió para una adaptación de Antígona, la tragedia de Sófocles, hecha por Jean Cocteau. Esta adaptación fue representada por el grupo Teatro Orientación en el Palacio de Bellas Artes de Ciudad de México en 1932. Chávez reelaboró algunos de los materiales musicales y orquestó el resultado como su primera sinfonía.

### Estreno y publicación

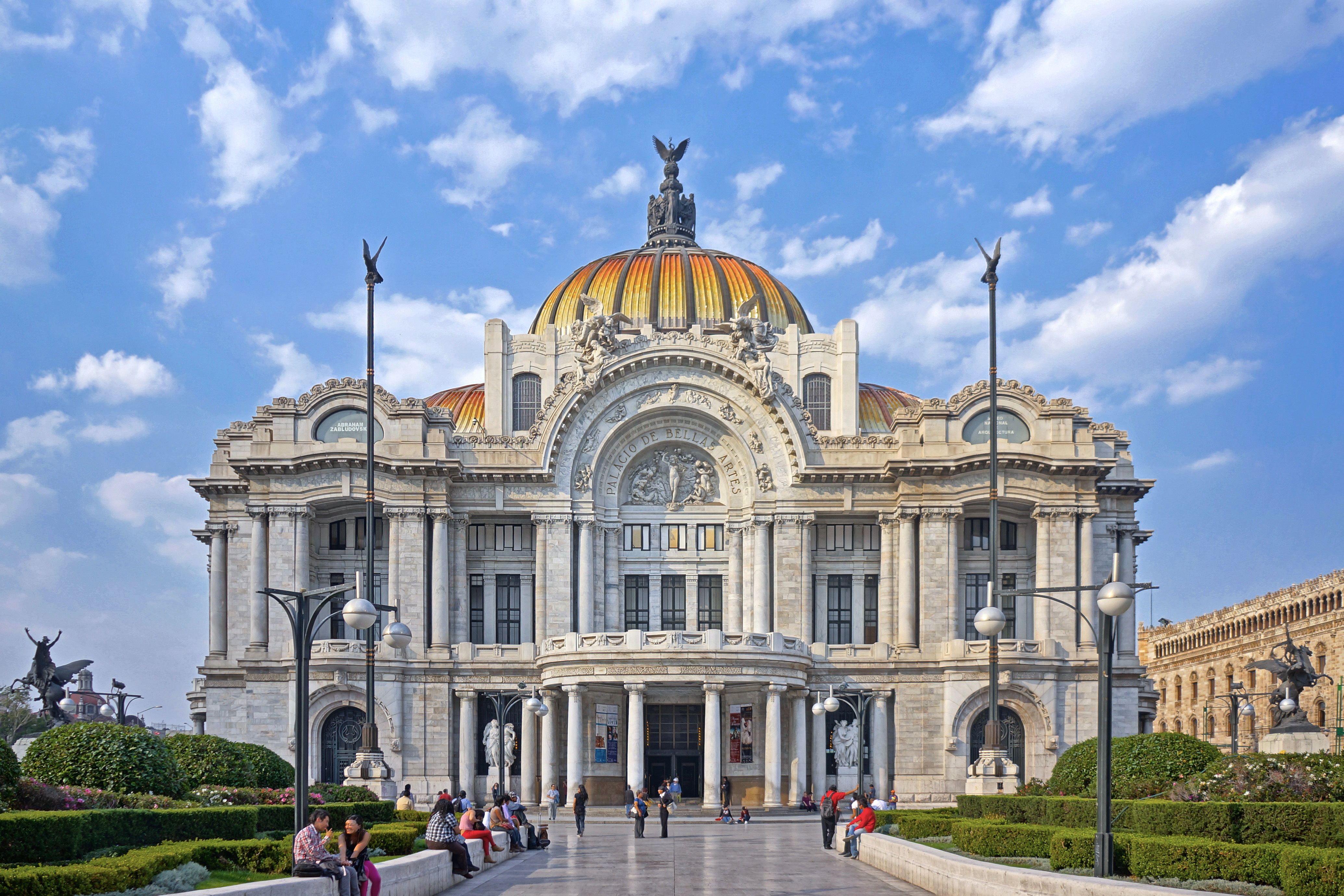
Palacio de Bellas Artes de Ciudad de México, lugar del estreno.

El estreno se celebró el 15 de diciembre de 1933 en el Palacio de Bellas Artes de Ciudad de México con una interpretación dirigida por el propio compositor.
Dos movimientos de la música teatral original para un conjunto de cámara de siete músicos, fueron finalmente publicados por los herederos del compositor bajo el título Antígona, apuntes para la sinfonía.

## Instrumentación
La partitura está escrita para una orquesta formada por:
- Viento madera: 1 flautín, 1 flauta, 1 flauta alto, 1 oboe, 1 corno inglés, 1 heckelfón, 1 clarinete en mi, 2 clarinetes en si bemol, 1 clarinete bajo en si bemol, 3 fagotes.
- Viento metal: 8 trompas, 3 trompetas, 1 tuba bajo.
- Percusión: timbales y 3 percusionistas.

- Cuerda: 2 arpas y una sección de cuerdas con violines I y II, violas, violonchelos y contrabajos.

## Estructura y análisis
La sinfonía consta de un único movimiento. La interpretación de esta obra dura aproximadamente entre 10 y 15 minutos. Aunque no hay referencias programáticas, el carácter sombrío y austero de la música refleja el drama para el que fue creada originalmente. La escasa orquestación contribuye a la remota extrañeza de la música mediante inusuales doblajes al unísono y en octavas, como flautín, clarinete y trompeta; piccolo y heckelfón; así como oboe, clarinete y heckelfón. Según Erik Eriksson, esta pieza ofrece una muestra de la elaboración por parte del compositor de la tradición musical hispanohablante en términos relevantes para su propio tiempo. Dicha tradición utilizaba la variación como principal recurso de desarrollo, a diferencia de lo que ocurría en la tradición austro-alemana que se basa principalmente en la forma sonata, tanto si se aplicaba a la música de cámara y solista como a las obras del género sinfónico. Es una obra breve pero llena de matices. Chávez emplea deliberadamente un lenguaje modal tomado del sistema modal de la Antigua Grecia, en particular los modos dórico e hipodórico griegos, incluido el genus cromático dórico. El uso obsesivo a lo largo de la pieza de los dos semitonos consecutivos de este género crea una atmósfera ritual. El uso de estos dos modos transmite la lucha interna de la heroína, Antígona, y su conflictiva relación con su sociedad. En ocasiones usa el compás de 5/8, tomado del antiguo pie métrico paeónico o crético griego. El lenguaje armónico evita de manera sistemática las tríadas convencionales, sustituyéndolas por cuartas armónicas generadas por superposición de cuartas.
Se abre con las maderas entonando una melodía ligeramente disonante que oscila de forma pausada. A continuación las cuerdas tocan el austero tema, la percusión lo subraya y luego se escuchan los vientos en octavas. Los trinos de los vientos agudos desembocan de una manera inquietante en una figura rítmica sostenida por las cuerdas pulsadas. Otras figuras en las cuerdas, más suaves, serpentean curiosamente antes de que unos acordes de metales entrechocantes se interpongan cada vez con más insistencia. Los timbales anuncian el regreso de los vientos en relativa calma. Seguidamente las cuerdas y los vientos se combinan con el sonido de un gong agudo que añade una sensación de distancia y anticipación. Justo antes del ecuador, surge una breve figura rítmica más rápida, luego los vientos se combinan con las cuerdas en un efecto cada vez más amplio y grandioso, la percusión se hace más apremiante, respaldada por los punzantes acordes de los metales. Los vientos más graves se perciben por debajo de una flauta, y después aparecen las cuerdas graves que entonan acordes abiertos al estilo de Aaron Copland. Las cuerdas articulan una figura danzante y, a medida que se acerca la conclusión, la pieza vuelve a ser más lenta, más amplia, más sencilla. Los acordes del arpa cierran la sinfonía.

## Discografía selecta
La pieza fue objeto de diversas grabaciones, entre las que destacan:
- 1938 – Chávez: Sinfonía de Antígona, Sinfonía India; Buxtehude (orq. Chávez): Chaconne in E minor. Orquesta Sinfónica de México, Carlos Chávez (set 4 discos de 78 rpm monaural. Victor Musical Masterpiece Series. Victor Red Seal M 503 manual sequence & DM 503 automatic sequence. Camden, NJ: Victor).
- 1959 – Chávez: Sinfonía india, Sinfonía de Antígona, Sinfonía romántica. Stadium Symphony Orchestra, Carlos Chávez (LP; Everest LPBR 6029 monaural, SDBR 3029 estéreo. Reedición en CD con la orquesta llamada New York Stadium Symphony Orchestra: Philips Legendary Classics 422 305–2, 1989. Reedición en CD: Everest EVC-9041, 1996. ["Stadium Symphony Orchestra" es el nombre que adopta la New York Philharmonic Orchestra para sus interpretaciones veraniegas en el Estadio Lewisohn.]
- 1967 – The Six Symphonies of Carlos Chávez. Orquesta Sinfónica Nacional de México, Carlos Chávez (3 LP estéreo. CBS Masterworks 32 31 0002 (32 11 0020, 32 11 0022, 32 11 0024).
- 1983 – The Six Symphonies of Carlos Chávez. Orquesta Sinfónica de Londres, Eduardo Mata (3 LP estéreo. Vox Cum Laude 3D-VCL 9032, 1983. Reedición en 2 CD: Chávez: The Complete Symphonies. VoxBox2 CDX 5061, 1992. Reedición parcial en CD: Chávez: Symphonies Nos. 1, 2 & 3. Vox Cum Laude MCD 10002, 1983. Reedición en CD: Vox Unique VU 9020, 1990).
- 1989 – Chávez: Sinfonía de Antígona, Sinfonía romántica; Revueltas: Caminos, Música para charlar, Ventanas. Royal Philharmonic Orchestra (Chávez); Orquesta Filarmónica de la Ciudad de México (Revueltas); Enrique Bátiz. (CD estéreo; ASV Digital CD DCA 653. Academy Sound and Vision Ltd., 1989).
- 2005 – Chavez: Chamber Works Vol 3. [Incluye: Antígona, apuntes para la Sinfonía]. Southwest Chamber Music (Beth Pflueger, piccolo; Stuart Horn, oboe; Valerie DiCarlo, corno inglés; Jim Foschia, clarinete; Tony Ellis, trompeta; Amy Wilkins, arpa; Lynn Vartan & Jeff Olsen, percusión); Jeff von der Schmidt. (CD estéreo; Cambria 8852, 2005).